# Länsväg 102
Länsväg 102 går från Skurup till trafikplats Gastelyckan (E22) i östra Lund. Den är 36 km lång och har gemensam sträckning med riksväg 11 mellan Veberöd och Dalby.

## Historia
Vägen fick nummer 102 senast 1980 för sträckan Skurup-Veberöd över Romeleåsen. Däremot användes från 1962, fram till sent 1970- eller tidigt 1980-tal, numret 102 för vägen Ystad-Veberöd, via Rögla och Blentarp (Gamla Lundavägen).

### Gamla riksväg 16
Sedan hösten 2012 används numret även på sträckan fram till trafikplats Råby i sydöstra Lund, via en cirkulationsplats som möter Sandbyvägen och Sydöstra vägen. Detta på grund av att riksväg 16 upphört i samband med införandet av europaväg E16 i Mellansverige. Gamla riksväg 16 på sträckan mellan Flädie (E6) och Lund har fått det för Trafikverket interna numret E6.02.